# مطار فريا
مطار فريا (إياتا: FIG، إيكاو: GUFA) هو مطار يخدم فريا، وهي بلدة ومحافظة في إقليم بوكي في جمهورية غينيا. يقع المطار على الجانب الجنوبي الشرقي من فريا.

## روابط خارجية
- خريطة الشارع المفتوح - مطار فريا
- سكاي فيكتور - مطار فريا / كاتورو
- مطاراتنا - مطار فريا
- FallingRain - مطار فريا
- تاريخ الحوادث لـ (Fria Airport) على شبكة سلامة الطيران.